# David Anthony Higgins
David Anthony Higgins, född 9 december 1961 i Des Moines, Iowa, är en amerikansk komediskådespelare. Han är mest känd för rollerna som Craig Feldspar i Malcolm - Ett geni i familjen, Joe i Ellen och Reginald Bitters i Big Time Rush. Åtminstone 2011 spelade han rollen som Harry i Mike and Molly.